# El Dorado (film 1966)
El Dorado è un film del 1966 diretto da Howard Hawks, con John Wayne e Robert Mitchum.

## Trama
Cole Thornton, un pistolero di professione, viene ingaggiato dall'allevatore Bart Jason, che intende appropriarsi di tutte le terre della valle di El Dorado per farne un unico pascolo in sua proprietà, da sfruttare per il proprio bestiame. Giunto in paese, Thornton incontra J.P. Harrah, suo vecchio amico e ora sceriffo della città di El Dorado, il quale lo mette al corrente delle reali intenzioni di Jason, non proprio limpide.
Convinto dalle confidenze dell'amico e spinto da un radicato senso dell'onore, Thornton torna da Jason e gli restituisce l'anticipo ricevuto per l'ingaggio.
Lungo la strada del ritorno, viene colpito alle spalle da una fucilata. È stata Joey McDonald, figlia del rivale dei Jason, a fare fuoco. La ragazza gli ha teso un agguato per vendicare la morte del fratello più giovane, Luke, che poco tempo prima era stato gravemente ferito all'addome da Cole in conseguenza di un banale incidente e, sopraffatto dalla sofferenza, aveva preferito togliersi la vita.
Thornton, dopo essersi rifugiato in città, riceve le prime cure, dopodiché decide di lasciare il paese e saluta Maudie, che per un po' è stata la sua compagna. Intanto la pallottola, rimasta conficcata pericolosamente vicina alla spina dorsale, gli procura ricorrenti e dolorose paralisi al braccio destro.
Alcuni mesi dopo Thornton viene casualmente a sapere che lo sceriffo Harrah si è dato all'alcool dopo un'infelice storia sentimentale, e che a El Dorado una banda di fuorilegge al soldo di Bart Jason spadroneggia indisturbata. Aiutato da Mississippi, un ragazzo in cerca di vendetta, abilissimo con il coltello ma pessimo con le pistole, Cole torna a El Dorado per tentare di aiutare il vecchio amico Harrah a rimettersi in piedi. Con l'aiuto di Mississippi, dell'anziano vice-sceriffo Bull Harris e di Maudie, Thornton e Harrah affrontano l'epico scontro finale contro la banda di Jason.

## Produzione
Il film, come unanimemente riconosciuto dai recensori, appare una sorta di remake di Un dollaro d'onore (1959), del quale recupera elementi base del canovaccio narrativo: tra essi, il pistolero eroe ed integerrimo contrapposto ad uno sceriffo buono ma indebolito dall'alcolismo, la presenza di un partner più giovane ed entusiasta, il vice-sceriffo anziano quasi macchiettistico, una solida amicizia virile che sfida pericoli anche mortali, un radicato senso dell'onore e della lealtà tra gli eroi positivi. Le pellicole sono accomunate dalla presenza del medesimo regista e produttore, Howard Hawks, della sceneggiatrice (e scrittrice di fantascienza) Leigh Brackett, abituale collaboratrice di Hawks, e infine del protagonista, John Wayne: la loro radicata maturità artistica e i sette anni trascorsi tra le due opere contribuiscono a dotare il film del '66 di un'atmosfera vagamente più disincantata e crepuscolare.

## Musiche
Mentre il primo film è commentato da una celebrata colonna sonora di Dimitri Tiomkin, contenente il brano "Degüello", una celebre ballata in stile messicano anche presente nel film La battaglia di Alamo, e alcune canzoni interpretate dal coprotagonista Ricky Nelson, la partitura musicale di El Dorado è affidata a Nelson Riddle, arrangiatore jazz e pop molto noto negli anni '50 e '60, famoso, sul versante cine-televisivo, per la sigla della serie televisiva Batman.

## Edizione italiana
In questo film, doppiato presso la C.D.C., John Wayne non ha il suo doppiatore abituale cioè Emilio Cigoli, perché quest'ultimo aveva lasciato la C.D.C. nel 1965 per contrasti interni e fu sostituito da Renato Turi.
Emilio Cigoli tornò nella C.D.C in occasione del film Il pistolero nel 1976.